# Aphelinus subflavescens
Aphelinus subflavescens är en stekelart som först beskrevs av John Obadiah Westwood 1837.  Aphelinus subflavescens ingår i släktet Aphelinus och familjen växtlussteklar. Inga underarter finns listade i Catalogue of Life.